# Fernando de la Rúa
Fernando de la Rúa (15. září 1937 – 9. července 2019) byl argentinský politik. Narodil se ve městě Córdoba a studoval na místní univerzitě, kde získal právnické vzdělání. V letech 1996 až 1999 byl starostou Buenos Aires. Dne 10. prosince 1999 nahradil Carlose Menema na postu argentinského prezidenta. Úřad opustil o dva roky později, kdy jej nahradil Adolfo Rodríguez Saá. Rovněž se věnoval pedagogické činnosti na univerzitě v Buenos Aires a napsal čtyři knihy o právní teorii.

## Vyznamenání
- velkokříž s řetězem Řádu Isabely Katolické – Španělsko, 2000
- Řád bílého dvojkříže I. třídy – Slovensko, 29. června 2001 – udělil prezident Rudolf Schuster[1][2]
- velkokříž s řetězem Řádu zásluh o Italskou republiku – Itálie, 7. března 2001[3]
- Čestný klíč od města Lisabonu – Lisabon, 15. listopadu 2001[4]
- velkokříž s řetězem Řádu prince Jindřicha – Portugalsko, 22. února 2002[5]